# Peleteria
Peleteria is een geslacht van vliegen (Brachycera) uit de familie van de sluipvliegen (Tachinidae). De wetenschappelijke naam van het geslacht is voor het eerst geldig gepubliceerd in 1830 door Robineau-Desvoidy.

## Soorten
- P. abdominalis Robineau-Desvoidy, 1830
- P. aclista Reinhard, 1956
- P. aenea (Staeger, 1849)
- P. alberta Curran, 1925
- P. aldrichi Curran, 1925
- P. anaxias (Walker, 1849)
- P. angulata Curran, 1925
- P. arctica Malloch, 1919
- P. biangulata Curran, 1925
- P. blanda Curran, 1925
- P. bryanti Curran, 1925
- P. clara Curran, 1925
- P. compascua (Wulp, 1892)
- P. conjuncta Curran, 1925
- P. convexa Curran, 1925
- P. cornigera Curran, 1925
- P. cornuta Curran, 1925
- P. cornuticaudata Curran, 1925
- P. curriei (Townsend, 1915)
- P. ferina (Zetterstedt, 1844)
- P. flaviventris (Wulp, 1888)
- P. haemorrhoa (Wulp, 1867)
- P. incongrua (Reinhard, 1934)
- P. incontesta Curran, 1926
- P. iterans (Walker, 1849)
- P. malleola (Bigot, 1884)
- P. mediana Reinhard, 1944
- P. meridionalis (Robineau-Desvoidy, 1830)
- P. neglecta (Townsend, 1897)
- P. neotexensis Brooks, 1949
- P. obsoleta Curran, 1925
- P. popelii (Portshinsky, 1882)
- P. posticata Curran, 1925
- P. prompta (Meigen, 1824)

- P. regalis Curran, 1925
- P. rubescens (Robineau-Desvoidy, 1830)
- P. rubrifrons (Bigot, 1887)
- P. ruficornis (Macquart, 1835)
- P. setosa Curran, 1925
- P. sphyricera (Macquart, 1835)
- P. texensis Curran, 1925
- P. thomsoni (Williston, 1886)
- P. torta Reinhard, 1943
- P. townsendi Curran, 1925
- P. trifasciata Curran, 1925
- P. valida Curran, 1925
- P. varia (Fabricius, 1794)